# Myroslav Ivan Ljubačivs'kyj

Myroslav Ivan Lubachivsky ( Ucraniano: Мирослав Іван Любачівський; 24 de junho de 1918, Dolyna, Áustria-Hungria - 14 de dezembro de 2000, Lviv, Ucrânia), Cardeal, foi Bispo da Archeparquia Católica Ucraniana de Filadélfia nos Estados Unidos e de 1984 Arcebispo Maior de Lviv e chefe da Igreja Católica Grega Ucraniana (UGCC).

## Vida
Foi ordenado sacerdote da Archeparquia de Lviv em 1938 pelo Metropolita Andrey Sheptytsky e depois continuou seu doutorado em teologia na Áustria. Após a Segunda Guerra Mundial, ele foi incapaz de retornar à Ucrânia e emigrou para os Estados Unidos, onde continuou seu trabalho pastoral, primeiro como sacerdote em St. Peter e Paul Church em Cleveland, Ohio, a partir de 1949, e depois de 1968, como professor no Seminário Católico Ucraniano de St. Josaphat em Washington. Também lecionou no St. Basil's College, na Filadélfia, e na St. Basil's Academy, em Stamford, Connecticut, antes de ser consagrado arcebispo da Filadélfia em 1979.
O Santo Sínodo ucraniano elegeu o coadjutor de Lubachivsky para o cardeal Josyf Slipyj em 1979. Após a morte do Cardeal Slipyj, em 1984, ele assumiu a chefia do UGCC. Em 1985, o Papa João Paulo II deu-lhe o título de Cardeal Sacerdote de S. Sofia a Via Boccea. 
Autoridades soviéticas suspenderam a proibição contra a Igreja em 1989, e Lubachivsky e outros líderes do UGCC retornaram oficialmente a Lviv do exílio em 30 de março de 1991.
Lubachivsky é enterrado na Catedral de São Jorge em Lviv.